# Iglica (riba)
Iglica (lat. Belone belone) riba je iz porodice Belonidae. Izged ove ribe je poseban, tijelo joj je dugo, usko, oblika igle, a obje čeljusti su jako izdužene i tvore igličast kljun, prepun sitnih zubiju. Leđna i trbušna peraja su smještene daleko prema repu, iza trbuha. Iglica je kada se gleda odozgo plave ili plavkasto zelene boje, a trbuh joj je srebrenkast. Naraste do 93 cm duljine i do 1,3 kg težine. Živi pelagično, na otvorenom moru, na manjim dubinama, najčešće do 20 m, iako zna biti i znatno dublje. Vrstan je predator i hrani se svime što može uhvatiti, najčešće manjom ribom. Mrijesti se u proljeće, kada se okuplja u velika jata. Jajašca ostavljaju na plivajućim objektima, s kojih ona vise u nitima. Pored toga što je vrstan predator, iglica je i plijen svim većim predatorima, te je stoga iglica jedna od najboljih mamaca pri ribolovu udicom na velike predatore. Meso iglice ima poseban okus, sličan okusu plave ribe. Kosti kralježnice su joj zelenkaste boje.
Postoji više podvrsta ove ribe, po nekim izvorima tri, a po nekim izvorima četiri. Podvrste su: 
- Belone belone belone - stanište: Sjeveroistočni Atlantik
- Belone belone euxini - stanište: Crno i Azovsko more
- Belone belone acus - stanište: Mediteran i istočni dio Atlantika, od Gibraltara do Azora i Zelenortskih otoka

Posljednja vrsta se tek odnedavno spominje kao zasebna podvrsta. To je 
- Belone belone gracilis - stanište: Mediteran i oko Azora

## Zanimljivost
Zbog karakteristične boje kosti, postoji vrlo rašireno vjerovanje u narodu da je iglica otrovna. Istina je da je iglica jestiva, dapače, vrlo je ukusna riba, a u pojedinim područjima se smatra poslasticom. 

## Rasprostranjenost
Razne podvrste iglice se mogu naći naći po cijelom Mediteranu, uključujući i Crno more, a također i na istočnom dijelu Atlantika.

## Poveznice
|  | Zajednički poslužitelj ima još gradiva o temi Iglica |
|  | Wikivrste imaju podatke o taksonu Iglica             |